# 트로이: 도시의 몰락
《트로이: 도시의 몰락》(영어: Troy: Fall of a City)은 2017년 방영 예정인 영국의 시대극으로, 트로이 전쟁과 파리스, 헬레네의 사랑 이야기를 다룬다. 영국 BBC 채널과 넷플릭스에서 방영한다.루이스 헌터, 벨라 데인, 데이비드 스렐폴, 프랜시스 오코너, 톰 웨스턴존스, 조지프 몰이 출연한다.

## 출연진
- 루이스 헌터 - 파리스
- 벨라 데인 - 헬레네
- 데이비드 스렐폴 - 프리아모스
- 프랜시스 오코너 - 헤카베
- 톰 웨스턴존스 - 헥토르
- 조지프 몰 - 오디세우스
- 클로이 피리 - 안드로마케
- 조니 해리스 - 아가멤논
- 데이비드 자시 - 아킬레우스
- 조너스 암스트롱 - 메넬라오스
- 앨프리드 이넉 - 아이네아스
- 에이미 피언 에드워즈 - 카산드라
- 하킴 케이캐짐 - 제우스
- 데이비드 에이버리 - 크산티우스